# 에버라스트 (음악가)
에버라스트(Everlast, 1969년 8월 18일 ~ )는 미국의 래퍼이자 가수이다.